# Scarthyla vigilans
Scarthyla vigilans là một loài ếch trong họ Nhái bén.
Nó được tìm thấy ở Colombia và Venezuela.
Các môi trường sống tự nhiên của chúng là xavan khô, xavan ẩm, đồng cỏ nhiệt đới hoặc cận nhiệt đới vùng ngập nước hoặc lụt theo mùa, đầm nước, hồ nước ngọt có nước theo mùa, đầm nước ngọt, đầm nước ngọt có nước theo mùa, vùng đồng cỏ, và ao.